# Turkul
Der Turkul (ukrainisch und russisch Туркул, polnisch Turkuł) ist ein 1933 m hoher Berg auf dem Hauptkamm der „Schwarzen Berge“, dem höchsten Gebirgszug der Waldkarpaten in der Ukraine. Er ist ein beliebtes Reiseziel für den Bergtourismus.
Der Berg liegt zwischen dem 1848 m hohen Danzer (ukrainisch Данцер) im Norden und dem 2001 m hohen Rebra im Südosten auf der Grenze der Oblast Transkarpatien und der Oblast Iwano-Frankiwsk. Der Turkul hat eine dreieckige Form und ist von immergrünen Wacholder, Latschenkiefern und gezahnten Felsen geprägt.

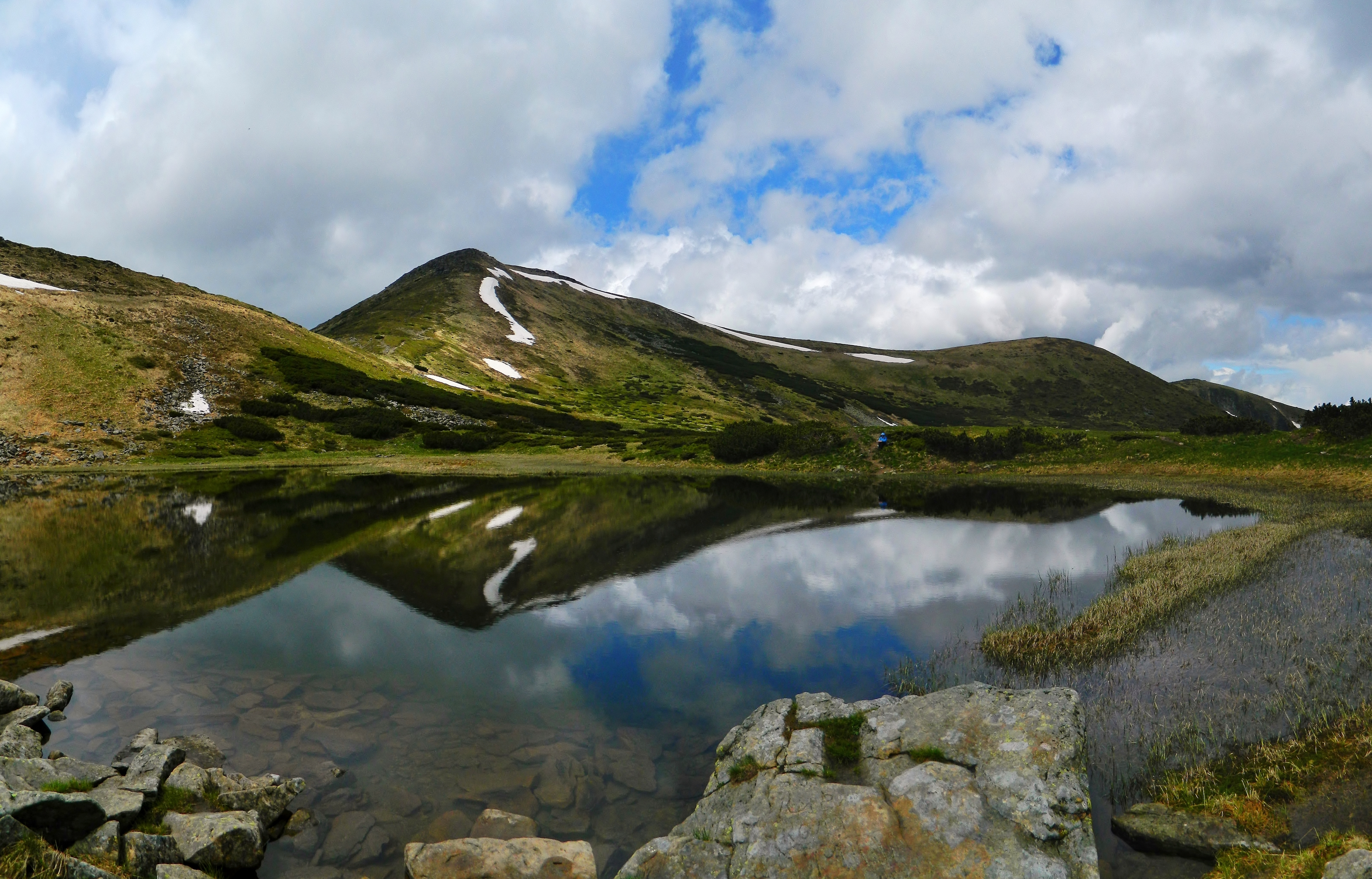
Neystowohosee und Gipfel des Turkul

Auf 1750 m Höhe liegt mit dem Neystowohosee (ukrainisch Неистового озера Neystowoho osera, ), einer der höchstgelegenen Seen der Ukraine. Der Bergsee hat eine Länge von 88 m, eine Breite von 45 m und ist 1,5 m tief.
Die nächstgelegenen Ortschaften sind das Dorf Howerla in der Oblast Transkarpatien und das Dorf Bystrez in der Oblast Iwano-Frankiwsk.